# Saar (Bahrain)
Koordinaten: 26° 11′ 0″ N, 50° 29′ 21″ O

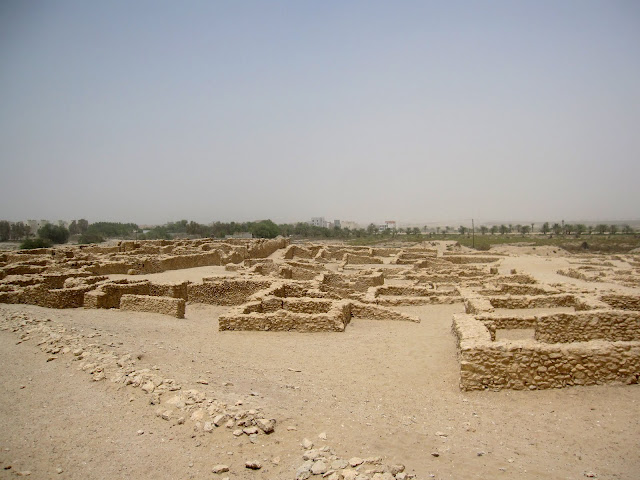
Die Ruinen von Saar

Saar (arabisch سار) ist ein Ort auf Bahrain.
Südlich von Saar befinden sich die Reste einer Siedlung, die von etwa 2300 bis 1700 v. Chr. bewohnt war und eine Fläche von etwa 2,5 Hektar einnimmt. Der Ort wurde 1984 bis 1985 von jordanischen und seit 1991 von britischen Archäologen zum Teil ausgegraben. Da er um 1700 v. Chr. verlassen und nie wieder besiedelt wurde, ist er vergleichsweise gut erhalten.
Von der Siedlung konnten eine Straße erfasst werden, die etwa von Südost nach Nordwest verläuft. Weitere Straßen gingen von der Hauptachse der Siedlung ab. Die an der Straße stehenden Wohnbauten waren eher klein und einheitlich aufgebaut: rechteckig, mit einem L-förmigen, wahrscheinlich offen Zugangsbereich zum inneren Raum. Der Boden im Zugangsbereich ist oftmals recht grob belassen. Die Häuser zeigen wenig Unterschiede in Größe und Ausstattung.
Im Zentrum des Ortes konnte ein kleiner Tempel untersucht werden, der aus rohen Kalksteinblöcken besteht. Dieser hat einen großen Raum, dessen Dach von drei Pfeilern gestützt wurde und einem kleinen weiteren Raum an der Westecke des Baues. Vor dem Eingang standen zwei Pfeiler.
An Funden gab es vor allem Keramik und Steinwerkzeuge. Es gibt aber auch Belege für Kupferbearbeitung. Es fanden sich mehr als 80 dekorierte Stempelsiegel.